# Leonid Kantorovitch
Leonid Vitalievitch Kantorovitch (en russe : Леонид Витальевич Канторович ), né le 19 janvier 1912 à Saint-Pétersbourg et mort à Moscou le 7 avril 1986, est un mathématicien et un économiste soviétique, spécialiste de l’optimisation.
Inventeur dans les années 1930 de la programmation linéaire, il est le seul chercheur soviétique à avoir reçu le Prix de la Banque de Suède (1975). Wassily Leontief, russe lui aussi, a obtenu le prix Nobel d'économie en 1973 ; mais, il s'était installé aux États-Unis en 1931, après avoir étudié à Berlin. 

## Biographie

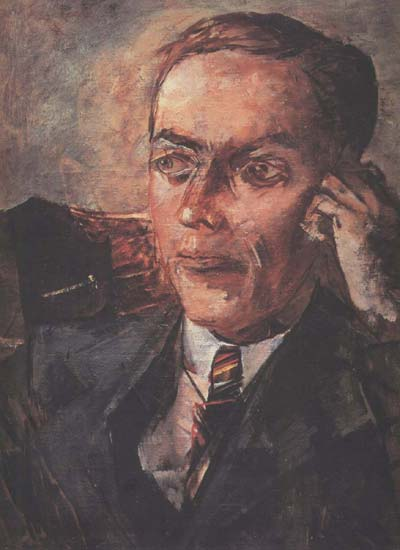
Portrait de Kantorovitch par Petrov-Vodkine (1938).

À 22 ans, Kantorovitch, très doué pour les mathématiques, est nommé professeur à l'université de Léningrad. Il soutient sa thèse de doctorat en 1930, mais les titres académiques ayant été supprimés, le titre de docteur de l'université ne lui sera conféré qu'en 1935. Il travaille sur toutes sortes de problèmes de mathématiques appliquées : Une Nouvelle Méthode approchée de transformation conforme et La Nouvelle Méthode variationnelle qui développe les idées de Galerkine et d'Erich Trefftz, datent de cette époque. Ce jeune chercheur travaille aussi pour le gouvernement soviétique, qui le charge en 1938 d’optimiser la production industrielle de contreplaqué.
Peu avant la Seconde Guerre mondiale, Leonid Kantorovitch découvre la programmation linéaire, l'optimisation linéaire et ses applications à l'optimisation de la production économique planifiée. Ces analyses sont rapidement confrontées au rôle des prix dans l'économie. Kantorovitch conclut que les prix sont déterminés par la relative rareté des produits, ce qui le conduit indirectement, à réintroduire la théorie de l'utilité marginale. Thèse qui s'oppose en partie à la théorie économique marxiste classique de la valeur travail.
Kantorovitch écrit plusieurs ouvrages sur la planification, dont Méthode mathématique de planification et d’organisation de la production (1939) et Allocation optimale des ressources économiques (1939). La même année, il devient professeur à l'université technique du génie militaire. Au cours du siège de Léningrad, Kantorovitch est responsable de la sécurité de la Route de la vie. Il détermine la distance optimale à observer entre les voitures sur la surface gelée du lac Ladoga, en fonction de l'épaisseur de glace et de la température de l’air. En décembre 1941–janvier 1942, Kantorovitch s'assure lui-même de la viabilité de la banquise en marchant entre les camions. Cependant bien des véhicules chargés d'approvisionnements sont détruits par les bombardements aériens nazis. En récompense de ses exploits et de son courage, les autorités attribuent à Kantorovitch l’ordre de la Guerre patriotique, et le décorent de la médaille pour la Défense de Léningrad.
Kantorovitch travaille également sur les problèmes d'optimisation continue, obtenant une condition de convergence de la méthode de Newton, le « théorème de Kantorovitch », et un cas particulier de l'inégalité de Cauchy-Schwarz dite « inégalité de Kantorovitch ».

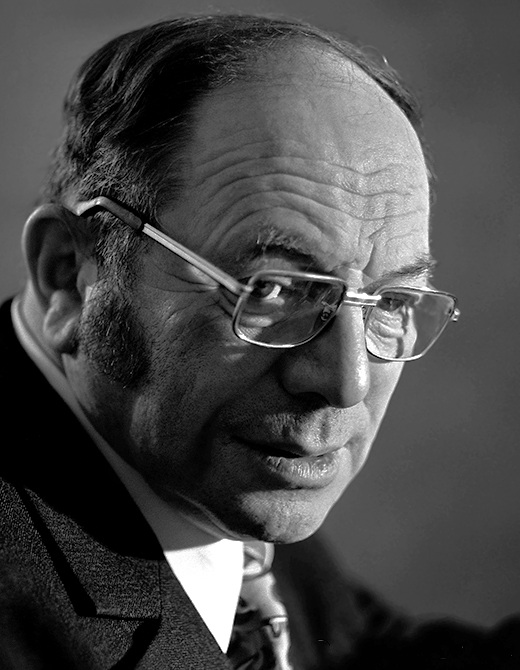
Léonid Kantorovitch (1975).

Les théories de Kantorovitch ne sont publiées qu’après l'ère stalinienne. Entre 1938 et 1948, il échappe par deux fois à l'emprisonnement en raison de son implication dans le programme nucléaire soviétique . Ses théories trouvent des applications dans la libéralisation de l'économie soviétique. Un des apports de Kantorovitch est d'avoir incité à une meilleure prise en compte de la productivité marginale de l’investissement, afin de résoudre les difficultés liées à l’allocation des ressources au sein d’une économie socialiste.
En 1971, Kantorovitch dirige un centre de recherche d'économie mathématique créé spécialement pour lui à Moscou. Quatre ans plus tard, il partage le « prix Nobel » d'économie avec Tjalling Koopmans, en reconnaissance de ses « contributions à la théorie de l’allocation des ressources ».

## Publications
- en coll. avec V. I. Krylov (trad. Curtis D. Benster), Approximate methods of higher analysis, New York, Interscience Publishers, 1939 (éd. mir) (réimpr. 1950, 1962, trad. en anglais en 1958 sur la 4e éd. en russe), xii+681
- (ru) « Analyse fonctionnelle et mathématiques appliquées », Uspekhi Mat. Nauk, no 3,‎ 1948, p. 89-185.